# Franco Coop
Franco Coop, né à Naples le 27 septembre 1891 et mort à Rome le 27 mars 1962, est un acteur italien.
Il est apparu dans plus de 65 films entre 1931 et 1960. 

## Filmographie partielle
- 1931 : 
  - Cour d'assises (Corte d'Assise) de Guido Brignone
  - Le Rappel de la terre (Terra Madre) d'Alessandro Blasetti
- 1934 : 
  - La Dame de tout le monde ( La signora di tutti) de Max Ophüls
  - La signora Paradiso d'Enrico Guazzoni
- 1935 : Aldebaran d'Alessandro Blasetti
- 1936 : Sette giorni all'altro mondo de Mario Mattoli
- 1937 : 
  - I tre desideri de Giorgio Ferroni et Kurt Gerron 
  - Scipion l'Africain (Scipione l'africano) de Carmine Gallone
  - Gli ultimi giorni di Pompeo de Mario Mattoli
- 1941 :
  - La bocca sulla strada de Roberto Roberti
  - Le roi s'amuse (Il re se diverte) de Mario Bonnard
- 1949 : La Madone d'or (La madonnina d'oro) de Ladislas Vajda
- 1951 : Le Trésor maudit (Incantesimo tragico) de Mario Sequi
- 1952 : Mademoiselle la Présidente (La presidentessa) de Pietro Germi
- 1953 : Chansons, chansons, chansons (Canzoni, canzoni, canzoni) de Domenico Paolella
- 1954 :
  - L'Art de se débrouiller (L'arte di arrangiarsi) de Luigi Zampa
  - Le Carrousel fantastique (Carosello napoletano) d'Ettore Giannini
  - Café chantant de Camillo Mastrocinque
- 1957 : Dites 33  (Totò, Vittorio e la dottoressa) de Camillo Mastrocinque
- 1959 : Non perdiamo la testa de Mario Mattoli
- 1960 : Il principe fusto de Maurizio Arena